# William Michael Rooke
William Michael Rooke (Dublín, 29 de setembre de 1794 - 14 d'octubre de 1847) fou un compositor irlandès del Romanticisme.

## Biografia
Fill d'un comerciant de Dublín, va néixer William Michael O'Rourke al carrer South Great George's. Va estudiar contrapunt amb Philip Cogan i probablement es va autodidactar sobre el violí. El 1813 va assumir la música com a professió i va aplicar el seu cognom a Rooke. El jove Michael William Balfe va estar entre els seus alumnes del violí (entre 1815 i 1817). Mentre que el mestre de cor i el subdirector de l'orquestra al "Crow Street Theatre" entre 1817 i 1823, Rooke va compondre la seva primera òpera Amilie, o el Test de l'amor, que, però, no es va representar fins al 1837 (al Covent Garden Theatre, Londres). El mateix Balfe va cantar a l'òpera en una actuació de 1838 a Dublín.
El 1821 es va traslladar a Anglaterra i va interpretar la seva obra musical The Pirate interpretada al "Drury Lane Theatre", Londres, el gener de 1822. Va actuar a Birmingham el 1826 i a Londres, on va ser director de cor a "Drury Lane" sota Thomas Simpson Cooke (des de 1826) va dirigir l'orquestra als concerts de Vauxhall Gardens (1830-1833) sota la direcció de Henry Bishop. L'òpera Henrique (1839) de Rooke, encara que va ser ben rebuda, va ser retirada, possiblement després d'arguments amb William Macready, el gerent.
Les seves obres més celebrades foren: Emília o La prova de l'amor, estrenada amb gran èxit en el Covent Garden de Londres, el 2 de desembre de 1837; Henry o El pelegrí d'amor, estrenada també al mateix teatre el 2 de maig de 1839. Altres dues òperes d'aquest autor, foren, Cagliostro i Die Walküre, van romandre inèdites. A més d'òperes, Rooke també va compondre una sèrie de cançons.
Rooke va morir a Fulham i va ser enterrat al cementiri de Brompton.